# Prad (reclamebureau)
Prad (Progressive Advertising) was een reclamebureau uit Amsterdam. Van 1963 tot 1977 was Prad het grootste reclamebureau van Nederland. Prad maakte campagnes voor bedrijven als Albert Heijn, Philips, De Bijenkorf en het Nederlands Zuivelbureau. Ze waren de bedenkers van onder andere de Premie van de Maand Club, Joris Driepinter, de term 'vlaflip' en de M-Brigade. In de jaren '70 speelde Prad een grote rol in de overgang van reclame naar marketing-communicatie. Op 30 april 1991 werd het bureau opgekocht door Publicis.FCB Europe.

## Oprichting

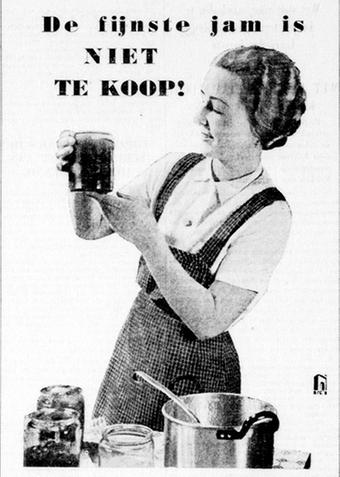
Reclame voor Opekta door Arc's (1936). Het logo van Arc's is rechts zichtbaar.

Prad werd opgericht door reclamemaker Maurits Aronson en Jozef Horsman. Aronson kreeg als directeur de leiding over het bureau. Aronson en Horsman hadden reeds vele jaren ervaring in het reclamevak en waren voor de Tweede Wereldoorlog werkzaam geweest bij reclamebureaus als Remaco, DelaMar, Palm en Arc's. De financiering van het bedrijf werd gedeeltelijk gedaan door Aronsons neef Walter Aronson, een succesvol bonthandelaar.
Voor Aronson was Prad niet het eerste bureau dat hij oprichtte. In 1931 richtte hij samen met Damas Hoogendijk ‘Advertentie- en Uitgeversbedrijf Arc's’ (Aronson en Compagnons) op, waar reclameman Carl Palm zich op een later moment bijvoegde. Arc's bedacht campagnes voor onder meer Opekta.
De samenwerking viel door het uitbreken van de oorlog uiteen. Palm ging in 1941 zijn eigen weg en de joodse Aronson besloot om samen met zijn vrouw onder te duiken. Tijdens de oorlog werkte Aronson nog maar sporadisch.
Jozef Horsman had zich na het uiteenvallen van Arc's bij het reclamebureau van Carl Palm gevoegd. Aronson wist hem na de bevrijding bij Palm weg te lokken en in december 1945 begonnen zij reclamebureau Prad.

## Beginjaren
Ondanks de schaarste en het gebruik van voedselbonnen net na de Tweede Wereldoorlog werd er voor merken als Blue Band, Philips, Douwe Egberts en Erdal reclame gemaakt. Vergeleken bij reclamebureaus DelaMar (onder leiding van Cor Bandt en Eddy de Smet), Palm (Carl Palm) en Smit's (Joost Smit) die tijdens de oorlog hun werkzaamheden hadden kunnen voortzetten, had het net opgerichte Prad nog een achterstand. Desondanks had Prad tegen 1947 grote klanten, waaronder Albert Heijn, Duyvis, Bruynzeel en de Regeringsvoorlichtingsdienst. Het reclamebureau was in de beginjaren gevestigd aan de Keizersgracht 534.
Volgens oud-medewerker Co Alberts leek het aan de ene zijde gemakkelijk om reclame te maken in deze periode, gezien de hoge vraag naar producten. Tegelijkertijd waren budgetten van bedrijven beperkt. Alberts, die vanaf 1949 werkzaam was bij Prad, stelde dat grote bedrijven reclamebureaus meer dan eens als bank gebruikten.
De Regelen voor het Advertentiewezen, de schakel tussen klant, reclamebureau en de media, stelden dat de media binnen een maand door het reclamebureau betaald moesten worden. Sommige media boden een krediet van 25.000 gulden of meer aan, echter lieten klanten het wel eens afweten met de betaling aan het bureau waardoor het bureau met een schuld bleef zitten. Dankzij het economisch herstel eind jaren '40, werden deze financiële problemen geleidelijk aan overwonnen.

### Interad
In 1949 volgde een overname van bureau Keman & Co. Het bureau stond onder leiding van reclamemaker Jan Keman. Keman was voor de oorlog reclamechef geweest bij De Bijenkorf. Het bureau was vanwege financieel wanbeheer bijna ten onder gegaan. Bij de overname van het bureau werd het personeelsbestand flink ingekrompen. Met minder personeel, maar met tegelijkertijd hogere inkomsten, was het bedrijf ongeveer een jaar later schuldenvrij. Begin jaren '50 werd Keman toegevoegd aan het team bij Prad en werd het bureau omgedoopt tot Interad met daarbij Hendrik Eduard Janssen aan het hoofd.
Janssen was de opvolger geweest van Keman bij de Bijenkorf en was werkzaam geweest voor het Centraal Brouwerij Kantoor waar hij verantwoordelijk was geweest voor de campagne ‘Het bier is weer best’. Janssen had een grote reputatie, maar was tegelijkertijd ook een controversieel figuur binnen Prad. Hij stond bekend om zijn grote mond en grove taalgebruik. Dit leidde ertoe dat de voltallige bezetting van de typekamer na een opmerking van Janssen gelijktijdig hun ontslag indiende. Over een reclamecampagne voor de Bijenkorf zei hij dat de teksten “zo geil” moesten zijn dat “die wijven met hun handen aan hun trut naar de Bijenkorf rennen”. Ondanks de controversiële uitspraken speelde Janssen een zeer belangrijke rol binnen Prad. Onder invloed van Janssen werd het Centraal Brouwerij Kantoor, voorheen klant van Smit’s, binnengehaald bij Prad. Ook werden onder meer de PTT Draadomroep, Menko en kledingproducent Sturka binnengehaald als klanten bij Interad. Het voormalige kantoor van Interad aan de Beursstraat werd binnen een jaar na de overname te klein, waardoor het verhuisde naar een ander pand aan het Rokin.
Het personeelsbestand bij Interad werd uitgebreid met onder anderen Gregor Frenkel Frank. Frenkel Frank startte als assistent-directeur en klom al snel op tot creatieve account-executive. In deze hoedanigheid focuste hij zich hoofdzakelijk op klanten uit de mode-industrie zoals AKU en Sturka. Naast Gregor Frenkel Frank sloten midden jaren '50 ook Dimitri Frenkel Frank, Herman Pieter de Boer, Cees Nooteboom en Pieter Goemans zich aan bij Interad.
Doordat Janssen zijn erkenningsexamen voor de reclame niet wist te behalen, werd er een wisseltruc uitgevoerd. Een deel van het personeel van Interad verhuisde naar het kantoor van Prad aan de Sarphatistraat, maar bleef onder de eigen naam bestaan. Interad kreeg een nieuwe directeur. Onder directeur Willem Veldhuysen werd de focus van Interad verschoven naar marketing met klanten als Van Nelle, Gillette, Seven-Up en verzorgingsproductenproducent Beecham. Janssen bleef een belangrijk figuur binnen het bedrijf. Hij gaf tal van lezingen, was regelmatig jurylid en verscheen op televisie.

### De Bijenkorf als klant

Affiche ‘Ons Huis, Ons Thuis’, omstreeks 1950

In 1951 werd mede onder invloed van Janssen en door reclame-adviseur van de Bijenkorf Martin Lederman het warenhuis toegevoegd aan het klantenbestand van Prad. Lederman was sinds de jaren '30 betrokken bij vernieuwingen binnen de Bijenkorf en was zowel in binnen- als buitenland, waaronder Zweden, de Verenigde Staten en Canada, werkzaam voor grote warenhuizen. Lederman was op zoek naar een creatief reclamebureau dat kon voorzien in de thematische reclame die hij voor ogen had voor het warenhuis en kwam op die manier bij Prad uit.
Jaren later bleek dat  J. Hakker, reclamechef bij de Bijenkorf, wat terughoudend was geweest wat betreft de keuze voor Prad omdat het bureau ook concurrent Modemagazijnen Gebroeders Gerzon als klant hadden. Lederman vond het echter geen probleem en ook het bestuur van Gerzon “was niet kinderachtig”, aldus Aronson. Als voorwaarde werd wel gesteld dat de ontwerpen in twee huizen werden gemaakt.
Het werk voor de Bijenkorf zorgde voor veel inkomsten. Zo werden er voor de campagne voor 'de Bijenkorf 80 jaar jong' uit 1950 paginagrote advertenties geproduceerd. Voor het werk van de Bijenkorf werden tekstschrijver Dimitri Frenkel Frank en artdirector Joop Smit ingeschakeld. De ontwerpen van de lay-outs en illustraties waren aan de hand van ontwerper Martin Meijer. Na het overlijden van Meijer werd de Amerikaanse artdirector Morton Kirschner ingeschakeld. Kirschner hanteerde een Amerikaanse aanpak die niet altijd leek te werken. Na acht maanden werd zijn rol overgenomen door Joop Smit, Nico van Rossum en vanaf 1966 voegde Herman Gerritzen zich bij het team.
Het warenhuis was gericht op vernieuwing en wilde zich onderscheiden van warenhuizen als de V&D die het middensegment domineerde. De cultuur van het warenhuis liet ruimte voor opmerkelijke reclame-uitingen. Prad produceerde reclames voor onder meer “Ons huis ons thuis”, grote zomeracties, campagnes voor seizoensmode, de Witte Week en allerhande advertenties en catalogi. De Bijenkorf bleef meer dan twintig jaar, tot 1971, klant bij Prad.

## Economische groei in de jaren '50 en '60

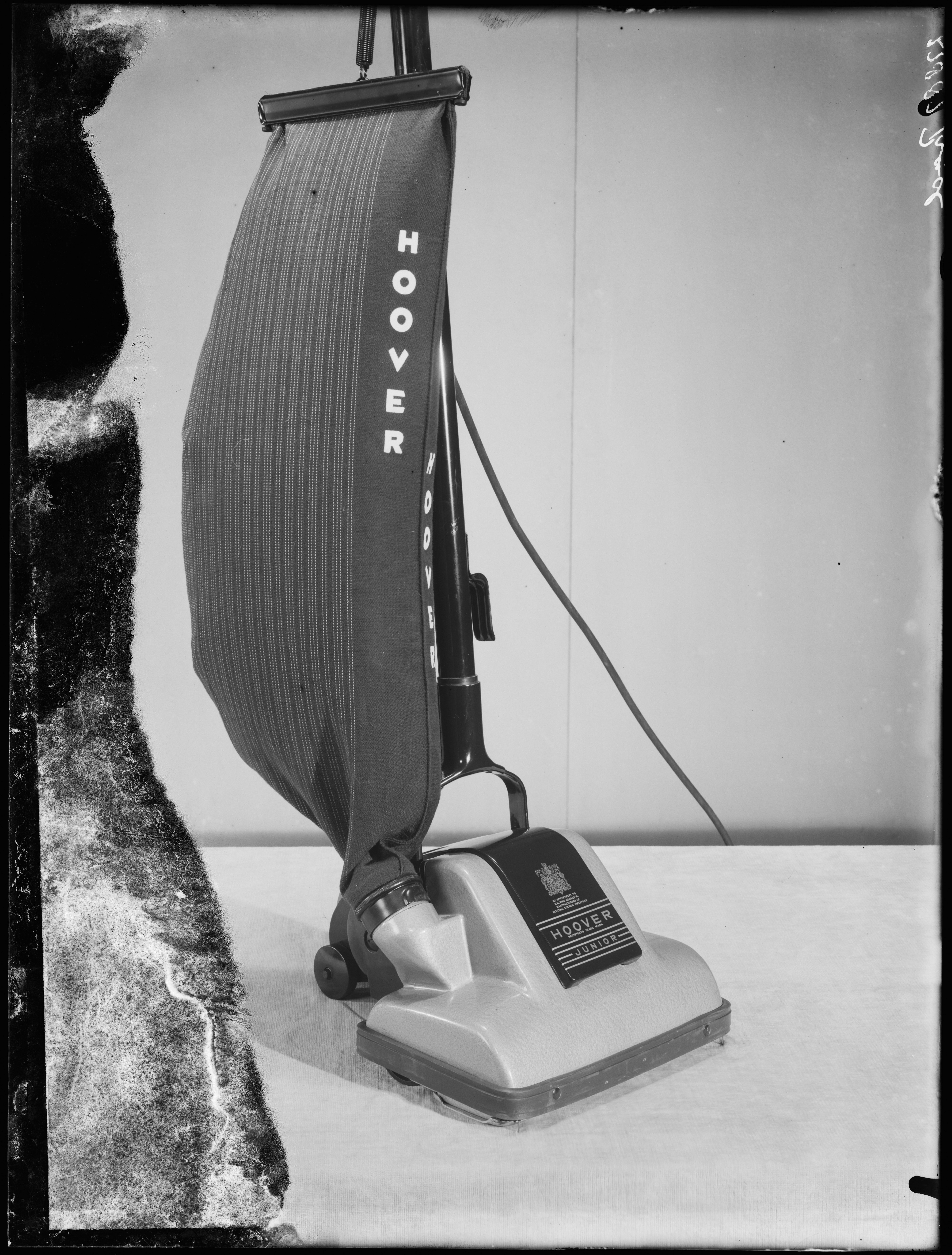
Stofzuiger van Hoover gefotografeerd door atelier Merkelbach voor reclamebureau Prad

De economische groei in de jaren '50 en '60 van de twintigste eeuw zorgde voor veel vernieuwingen. De introductie van balpennen, nylonkousen, bromfietsen, oploskoffie, snelkookrijst, allerhande elektrische apparaten en huishoudelijke producten zorgden voor een grote verandering binnen het huishouden. Ook bedrijven als Albert Heijn en warenhuizen zoals De Bijenkorf  en Vroom & Dreesmann maakten een grote groei door. Nadat reclamebureau Arc's, waar Prad-directeur Aronson bij betrokken was, in de beginjaren van de Tweede Wereldoorlog uiteenviel, gingen deze bedrijven op zoek naar nieuwe reclamebureaus.
Het Voorlichtingsbureau voor Thee, een grote klant van Arc's in de jaren voor de Tweede Wereldoorlog, werd klant bij Prad. Dit gold eveneens voor sigarettenmerk Laurens (Caballero sigaretten), elektronicabedrijf Philips en supermarktketen Albert Heijn. Door de groei verhuisde het bureau naar een kantoor met twee verdiepingen aan de Herengracht en enkele jaren later naar een pand aan de Kerkstraat. Tegen de jaren 1950 had Prad vijftig illustratoren in dienst.

### Reputatie en vernieuwingsslag
Directeur Aronson werd omschreven als een charmante directeur die zijn connecties en joodse achtergrond goed wist te gebruiken. Hierdoor haalde hij het warenhuis Modemagazijnen Gebroeders Gerzon en Jacques Mot binnen als klanten. Jacques Mot was agent voor onder meer de persoonlijke verzorgingsproducten van Macleans, Brylcreem, Playtex en Max Factor. Voor deze bedrijven maakte Prad meerdere campagnes.

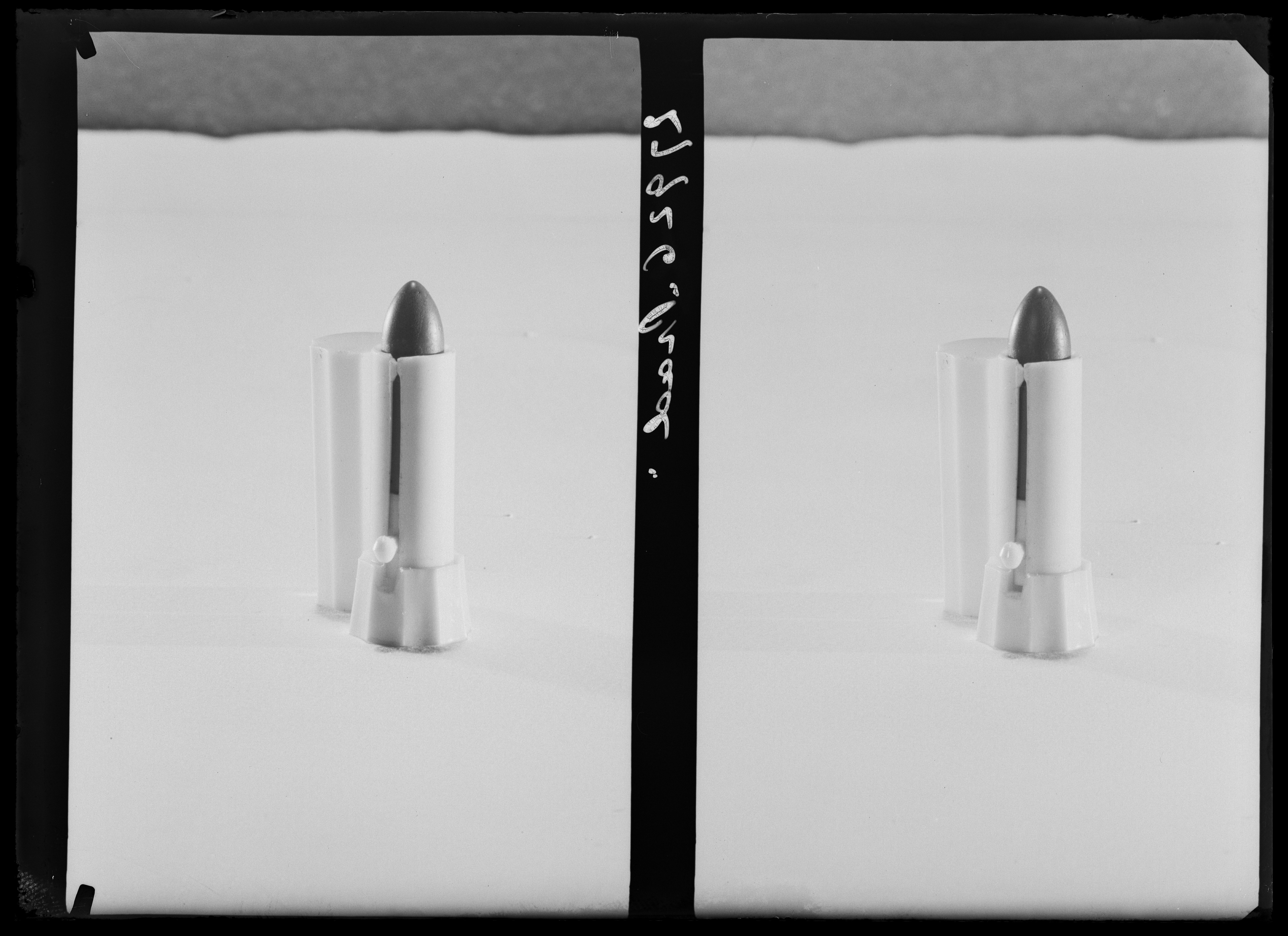
Reclamefoto van lippenstift door atelier Merkelbach voor reclamebureau Prad

Prad had in de beginjaren geen account-executives die contact hadden met klanten. In tegenstelling tot andere ontwerpbureaus hadden de ontwerpers zelf contact met klanten, waardoor klanten nauwer in contact stonden met de maker of makers van de campagne. Aronson bleef daarnaast zelf ook steeds betrokken als ontwerper. Hij bezocht de klanten persoonlijk en maakte de schetsen voor ontwerpen ter plekke. Bij Albert Heijn kreeg Aronson om deze reden de bijnaam  “Instant-Aronson”.
De klanten van Prad waren alleen opdrachtgevers met zeer grote mediabudgetten. Bureaus ontvingen per opdracht vijftien procent mediacommissie. Aronson schroomde er niet voor om af en toe op de stoel van de ondernemer te gaan zitten. Hierdoor kwam hij met vernieuwende ideeën voor onder meer sigarettenmerk Caballero. Een pakje sigaretten van Caballero was in de jaren 1950 gemiddeld twintig cent goedkoper dan andere merken, waardoor de klant moest wachten op zijn wisselgeld. Volgens Aronson gaf dit de klant het idee een tweederangs consument te zijn. Het aantal sigaretten in een pakje werd verhoogd van 20 stuks naar 25 stuks waardoor de prijs gelijk was aan andere merken. Het marktaandeel van Caballero groeide op deze manier van een paar procent naar 35% in 1968.

### Ophef

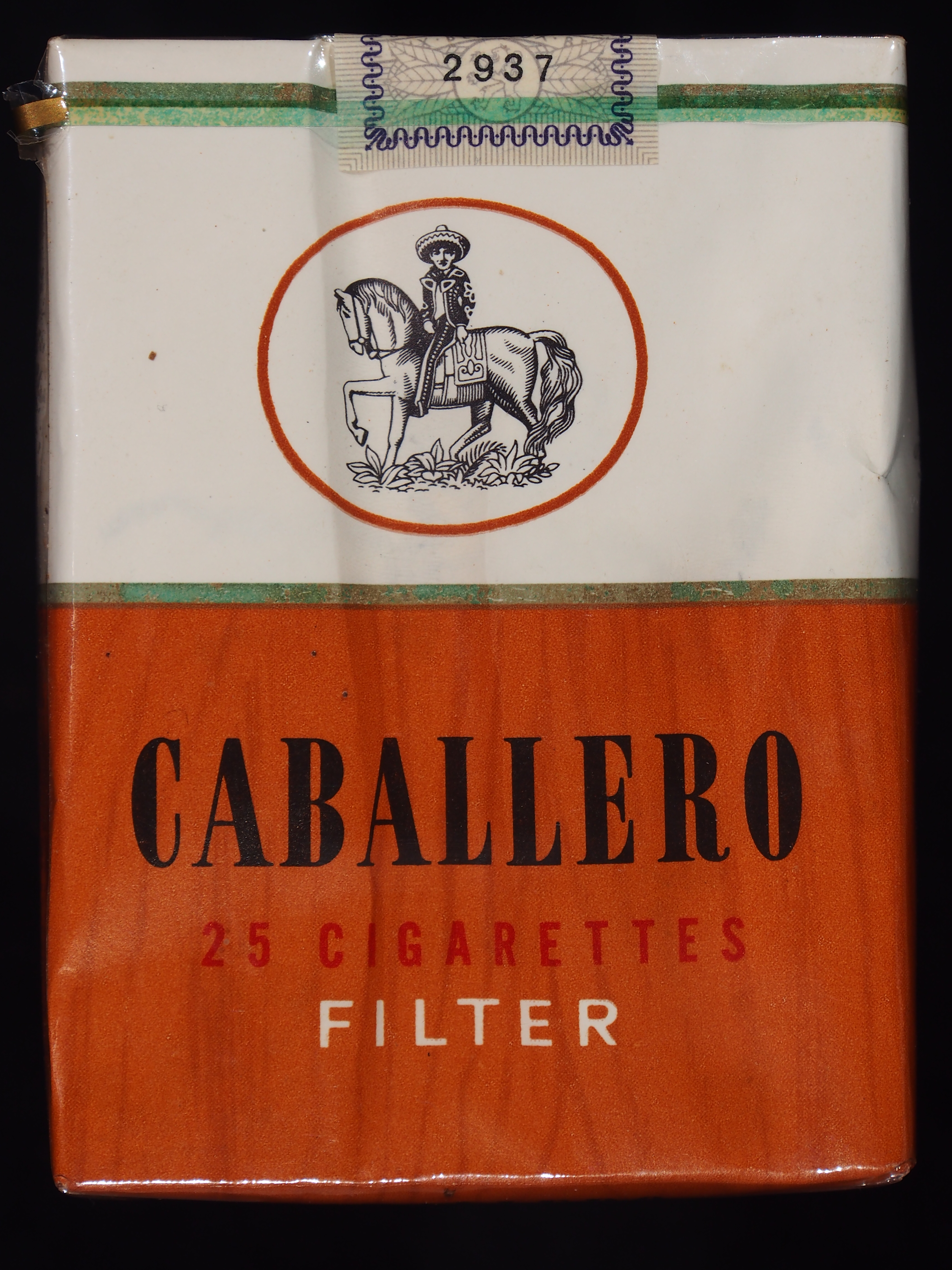
Pakje Caballero sigaretten met 25 stuks

Het reclamebureau had een goede reputatie ontwikkeld. Volgens oud-medewerker Jan van der Molen was Prad “het eerste bureau met een uitstekende smaak, met hoge esthetische normen”. Reclame in de jaren '50 van de twintigste eeuw werd veelal gedomineerd door tekst en weinig door vormgeving. Prad trachtte daarin verandering te brengen. Van “drammerige” teksten waarmee de consument als het ware opgevoed moest worden, werd er gekozen voor een meer creatieve benadering. Desondanks waren zij nog wel gebonden aan een bepaald “zedelijk gehalte”.
Zo moesten er voor een reclame voor het Nederlands Zuivelbureau twee versies van een advertentie gemaakt worden. Een afbeelding van een vrouw in bikini was niet voor elk tijdschrift geschikt en werd daarom voor bepaalde media zo aangepast dat het leek alsof de vrouw een badpak droeg. Een andere campagne voor het Nederlands Zuivelbureau uit de jaren 1960 met een vrouw gehuld in enkel bodypaint werd eveneens geweigerd. Hetzelfde gold voor een campagne die midden jaren '60 werd ontwikkeld voor de Nederlandse Vereniging van Koffiebranders met T-shirts voor jongens met daarop ‘lekker sterk’ en T-shirts voor meisjes met de tekst ‘goed heet’.
In 1968 was er een rechtszaak van Prad versus STER over Jan Teulings die meedeed in een reclame voor pinda's. In deze reclame speelde Teulings een pindamannetje. Volgens bepalingen van STER was het niet toegestaan om personen die regelmatig en recent op televisie te zien zijn te laten optreden in reclamespots en weigerde de reclame uit te zenden. Prad verloor de zaak.

### Uitbreiding
Vanaf 1957 had Prad twee vestigingen in Amsterdam: een vestiging aan het Leidseplein en een vestiging aan de Kerkstraat. Prad behoorde tot de top van de reclamebureaus. Vanaf 1959 opende Prad een kantoor aan de Sarphatistraat. In datzelfde jaar bedroegen de jaarlijkse reclame-uitgaven 410 miljoen gulden. In 1961 was dat gestegen tot 600 miljoen gulden. Zo'n 192 miljoen daarvan werd besteed aan dagbladreclame.
Vanaf 1963 was Prad (inclusief Interad), volgens het Amerikaanse vakblad Advertising Age, met een omzet van 32 miljoen gulden officieel het grootste reclamebureau van Nederland. Een jaar later steeg de omzet met vijftien procent naar 37 miljoen gulden. De loonexplosie in 1964 zorgde ervoor dat de consument meer te besteden had. Hierdoor was het voor bedrijven noodzakelijk om meer reclame te maken om de consument voor zich te winnen. Ook maatschappelijke veranderingen, zoals het veranderende modebeeld, nieuwe doelgroepen en de intrede van de televisie in de huishoudens, zorgden voor een positieve tendens in de reclamewereld. Vanaf 1967 kwamen de eerste televisiereclames. Prad was het eerste reclamebureau in Nederland dat een videorecorder had. Deze kon aan een camera gekoppeld worden, zodat reclamespots in ruwe vorm opgenomen konden worden.
De jaren '60 bracht ook nieuwe klanten met zich mee, waaronder Citroën die vanaf begin van het decennium klant werd. Het klantenbestand bestond verder nog uit allerhande industrieën waaronder producenten van zuivel, roomijs, kaas, bier, koffie, grammofoonplaten, juwelen en amateurfotografie. Een van de klanten uit de grammofoonplaatindustrie was de Commissie Collectie Grammofoonplaten Campagne die onder leiding stond van Willem Duys. Duys was voorheen werkzaam bij Prad waar hij de collectieve grammofoonplatencampagne begeleidde. Als directeur van de Commissie Collectie Grammofoonplaten Campagne kreeg Duys bij Prad een eigen kantoor en was daarmee als het ware een ‘inwonende klant’.

### Vernieuwde organisatiestructuur
Directeur Aronson geloofde niet in een strakke structuur. Om die reden was Prad ingedeeld in groepen. Elke groep had een eigen groepsdirecteur die de account-executive, assistent account-executive en een secretaresse. In de jaren 1950 waren Maurits Aronson, Jan Keman en Hendrik Eduard Janssen groepsdirecteuren. Vanaf 1963 werden adjunct-directeuren Jan van der Molen, Herman Lieve en Gregor Frenkel Frank benoemd tot groepsdirecteur. Aronson bleef wel leidend figuur in de gehele organisatie.
Volgens oud-medewerker Joop Smit had Aronson zich omringt met talentvolle mensen en vertrouwde op de individuele talenten van elk persoon. Een vorm van reorganisatie zou volgens Smit het slechtste zijn wat Prad kon overkomen. Het kantoor van Prad aan de Sarphatistraat bestond naast een etage met de afdeling creatieven en een etage met account-executives uit een etage met de afdeling voor copywriters, een media-order afdeling en een bewijsnummercontrole-afdeling.

### Onderzoeksbureau
Grote klanten van Prad, waaronder Albert Heijn en Laurens, hadden in de jaren '60 steeds meer behoefte aan marktonderzoek. Marketing was tot dan toe nog een ondergeschoven kindje. Om die reden richtte Prad in 1963 een eigen onderzoeksbureau op met de naam Presearch. Het bureau was ondergebracht in een aparte naamloze vennootschap en stond onder leiding van drs. M.C. Scheers. Later werden daar  Van Schravendijk en Arie van der Zwan aan toegevoegd. Prad was een van de eerste bureaus dat een eigen onderzoeksbureau had.

### Tieners en twintigers als nieuwe doelgroep

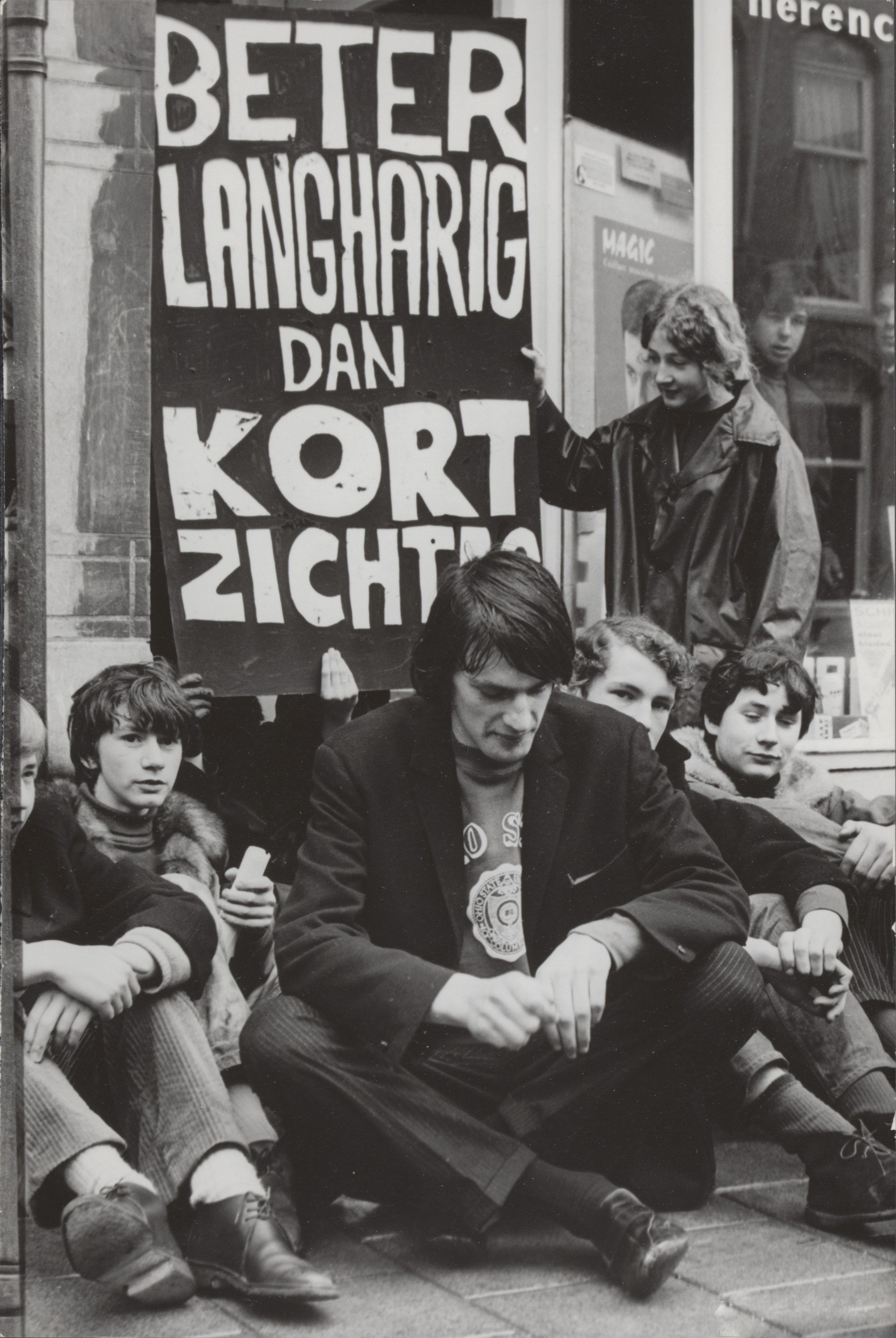
Peter J. Muller van jongerenblad Hitweek (1966)

Een van de nieuwe doelgroepen waren de de tieners en twintigers. Het bleek het dat tieners en twintigers jaarlijks zo'n twee miljard gulden besteedden. Zij gaven vooral geld uit aan herenkostuums, bioscoopkaartjes en grammofoonplaten. Via nieuwe tienerbladen als de Hitweek, Muziek Expres, Popfoto en Muziek Parade, door advertenties in jongerenrubrieken in de krant en via piratenzenders als Radio Veronica konden zij gemakkelijk bereikt worden. Interad maakte vanaf 1960 reclamespotjes voor drankenmerk Seven-Up en voor Debraline, een product tegen jeugdpuistjes. Door de campagne steeg het aantal verkochte flesjes Debraline van 10.000 in 1960 naar 100.000 in 1961.
Een ander product waarvoor jongeren als een belangrijke doelgroep werd gezien was melk. Het Nederlands Zuivelbureau probeerde melk te promoten door middel van eigentijdse campagnes. Hiervoor werd medewerker Paul Mertz ingeschakeld. Mertz hield zich naast campagnes voor het Nederlands Zuivelbureau ook bezig met campagnes voor onder meer voor de melkproducten van Sterovita en het Centraal Schoolmelkcomité. In juni 1966 verschenen de eerste melkadvertenties, ontworpen door Willem de Ridder, in de Hitweek.

### Oprichting Overad
In 1964 kreeg Aronson een aanbod van het Amerikaanse reclamebureau Foote, Cone & Belding (FCB) die interesse toonden in de overname van Prad. Concurrenten van Prad, waaronder de bureaus Palm en Smit's, waren reeds overgenomen door Amerikaanse bedrijven. Directeuren Aronson, Veldhuysen, Gregor Frenkel Frank, Van der Molen en Janssen vlogen naar de Verenigde Staten voor een overleg. Na drie dagen van besprekingen werd het overleg gestaakt en besloten dat de overname niet door zou gaan. FCB wilde Prad voor honderd procent overnemen, maar Aronson was niet bereid om meer dan vijftig procent van het bedrijf in handen te geven van FCB.
Na de besprekingen met FCB kwamen zij in contact met het Engelse London Press Exchange (LPE). De LPE had meerdere kantoren op het Europese vaste land, waaronder in Spanje, Frankrijk en Italië. Prad had in het verleden campagnes gemaakt voor verzorgingsproductenproducent Beechams, waarvoor de LPE de campagnes in Engeland verzorgde.
Aronson en Veldhuysen gingen naar Engeland voor een bespreking. Later volgde een tweede bespreking waar het voltallige bestuur van Prad bij betrokken was. Prad en Interad werden samengevoegd in houdstermaatschappij Overad. Overad werd in 1967 voor 51% verkocht aan Lopex, de houdstermaatschappij van LPE, waarmee Lopex grootaandeelhouder werd. De overige 49% werd in tweeën gedeeld: de ene helft ging naar Aronson en de rest naar de overige directieleden. Alle Nederlandse aandeelhouders werden vertegenwoordigd in het daarvoor opgerichte ‘Compart’ (Communicatie Partners). De naam Interad werd gewijzigd in LPE Nederland.
Een paar jaar na de overname werd de LPE-keten die actief was in meer dan twintig landen verkocht aan Leo Burnett. LPE Nederland, voorheen Interad, veranderde opnieuw van naam en stond vanaf dat moment bekend als ‘Burnett Nederland’. Prad bleef buiten de verkoop en London Press Exchange bleef grootaandeelhouder.

### Kunst en exposities

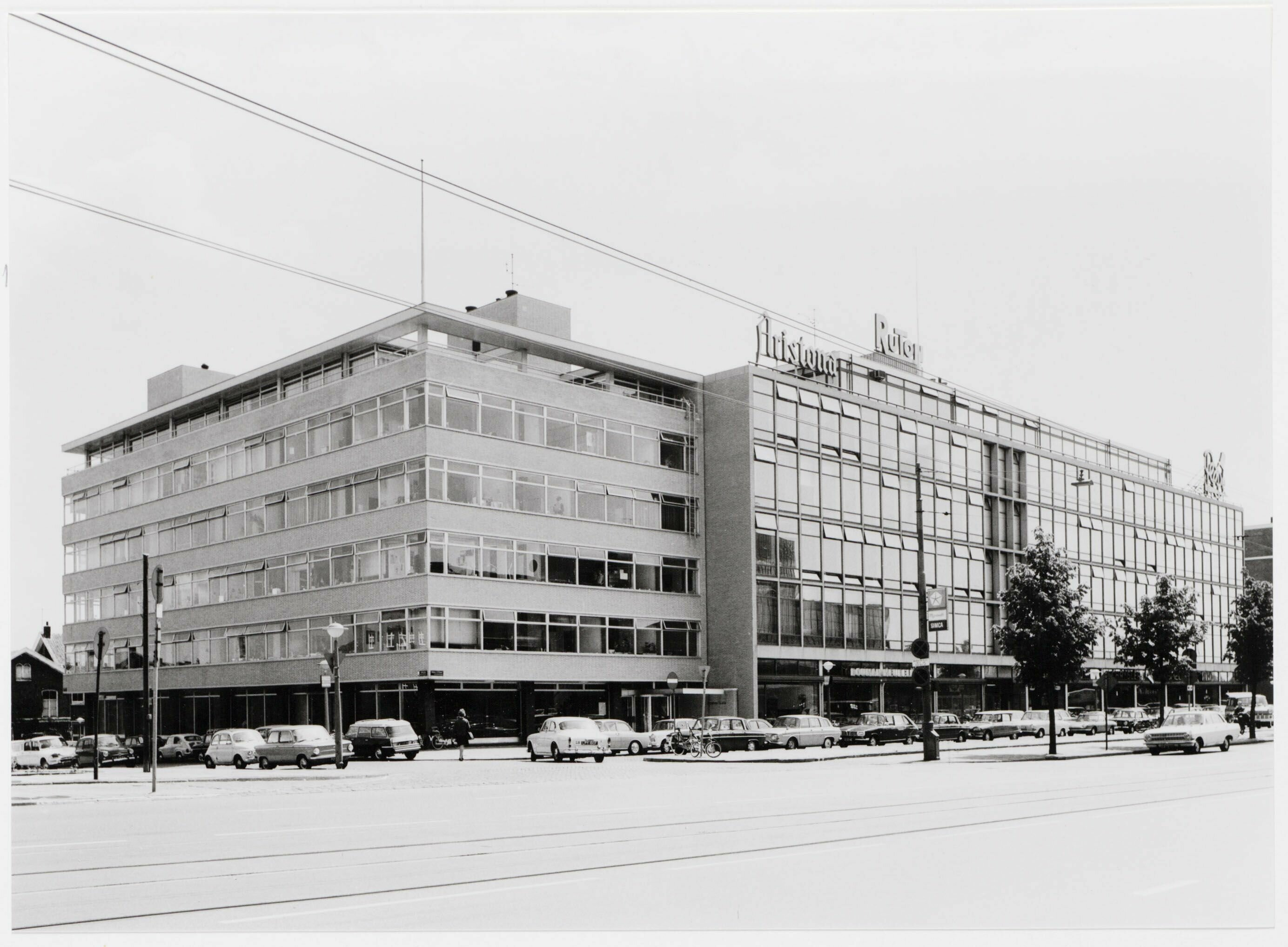
Wibautstraat 133 - 135, links de Ringdijk

Vanaf september 1966 was Prad gevestigd in een kantoor aan de Wibautstraat 133 op de hoek met de Ringdijk. In de Wibautstraat waren grote krantenredacties zoals De Volkskrant, Het Parool en Trouw gevestigd, waardoor het de bijnaam ‘Fleet Street’ kreeg.
Op de benedenverdieping van het gebouw organiseerde Paul Mertz in samenwerking met Deborah Wolf exposities in een galerie met de naam ‘Pribaut’; een samenvoeging van de naam ‘Prad’ en ‘Wibaut’. Er werden onder meer werken tentoongesteld van Lucebert, Alan Aldridge, Frans Lodewijk Pannekoek en Peter Vos. De expositie-agenda en dagelijkse leiding was in hand van Deborah Wolf.
In juni van 1966 werd een verkoopexpositie georganiseerd door Mertz en dr. Louis Gans in samenwerking met Albert Heijn. Leden van de Premie van de Maand Club van de supermarktketen kregen extra korting op hun aankoop.
In januari 1969 werd de galerie opgeheven om plaats te maken voor meer kantoorruimte voor Prad.

## Jaren '70

Paul Mertz (1969)

In december 1970 bestond Prad 25 jaar en directeur Aronson ging op zoek naar een opvolger. In eerste instantie leek mededirecteur Hendrik Janssen een logische opvolger, maar vanwege persoonlijke omstandigheden werd een andere keuze gemaakt. Er werd een bestuur samengesteld en Janssen kreeg de taak van voorzitter van de directie. Het bestuur werd verder aangevuld met Van der Molen die verantwoordelijk werd voor creatie en kwaliteitscontrole, Herman Lieve die de financiën, organisatie, personeel en uitvoering onder zijn hoede nam en Paul Mertz als hoofd van account-service, media en marketing.
In naam was Janssen de aanvoerder van het geheel, maar in werkelijkheid lag de verantwoordelijkheid voornamelijk bij Lieve aangezien hij verantwoordelijk was voor de financiën. Uiteindelijk koos Janssen ervoor om Prad te verlaten. In december 1970 voegde Peter Hollander zich in zijn plaats bij het bestuur. Het bestuur bestond vanaf dat moment uit Lieve, Mertz, Hollander en Van der Molen.

### Einde contracten
In 1970 vertrok Citroën als klant bij Prad. Eind 1971 besloot ook de Bijenkorf, het paradepaardje van Prad, vanwege grootschalige bezuinigingen de samenwerking stop te zetten en over te stappen naar concurrent Kirschner, Vettewinkel, Van Hees & Partners (KVH). Ook grote klant Albert Heijn besloot een half jaar na het vertrek van de Bijenkorf om weg te gaan als klant bij Prad. Albert Heijn besloot om de reclames en advertenties in eigen huis te maken en zo geld te besparen. Hierdoor daalde de omzet van Prad met 14 miljoen gulden. Een aantal oud medewerkers ging over naar Ahead Advertising, het reclamebureau van Albert Heijn.
Prad was te afhankelijk geweest van grote spelers op de markt en te weinig van kleine bedrijven. In 1970 had Prad 54 klanten die een omzet hadden van minder dan vier ton. Op bijna de helft draaide Prad verlies. In december 1971 werden twaalf mensen bij Prad ontslagen. Het marktaandeel van Prad was in 1967 nog 7,7 procent, in 1970 was dat gedaald naar 6,2 procent.

### Nieuwe klanten
In 1971 organiseerde ABN een competitie tussen Prad, JWT (J. Walter Thompson Company) en DelaMar. De bank wilde zich meer gaan richten op retail-banking. De drie reclamebureaus werden gevraagd een campagne voor te stellen en de winnaar zou het uiteindelijke contract met ABN krijgen. Prad kreeg het contract en volgens directeur Hollander zette dit contract Prad weer terug op de kaart.
Na ABN en Stella Artois werden ook drankenproducenten Seven-Up en Hero, diervoedingsproducent Febo Purina, koffieproducent Douwe Egberts en pindakaasproducent Calvé klant bij Prad. De totale omzet ging omlaag van 57 miljoen gulden in 1972 naar 54 miljoen gulden in 1973.

### Verzelfstandiging en reorganisatie

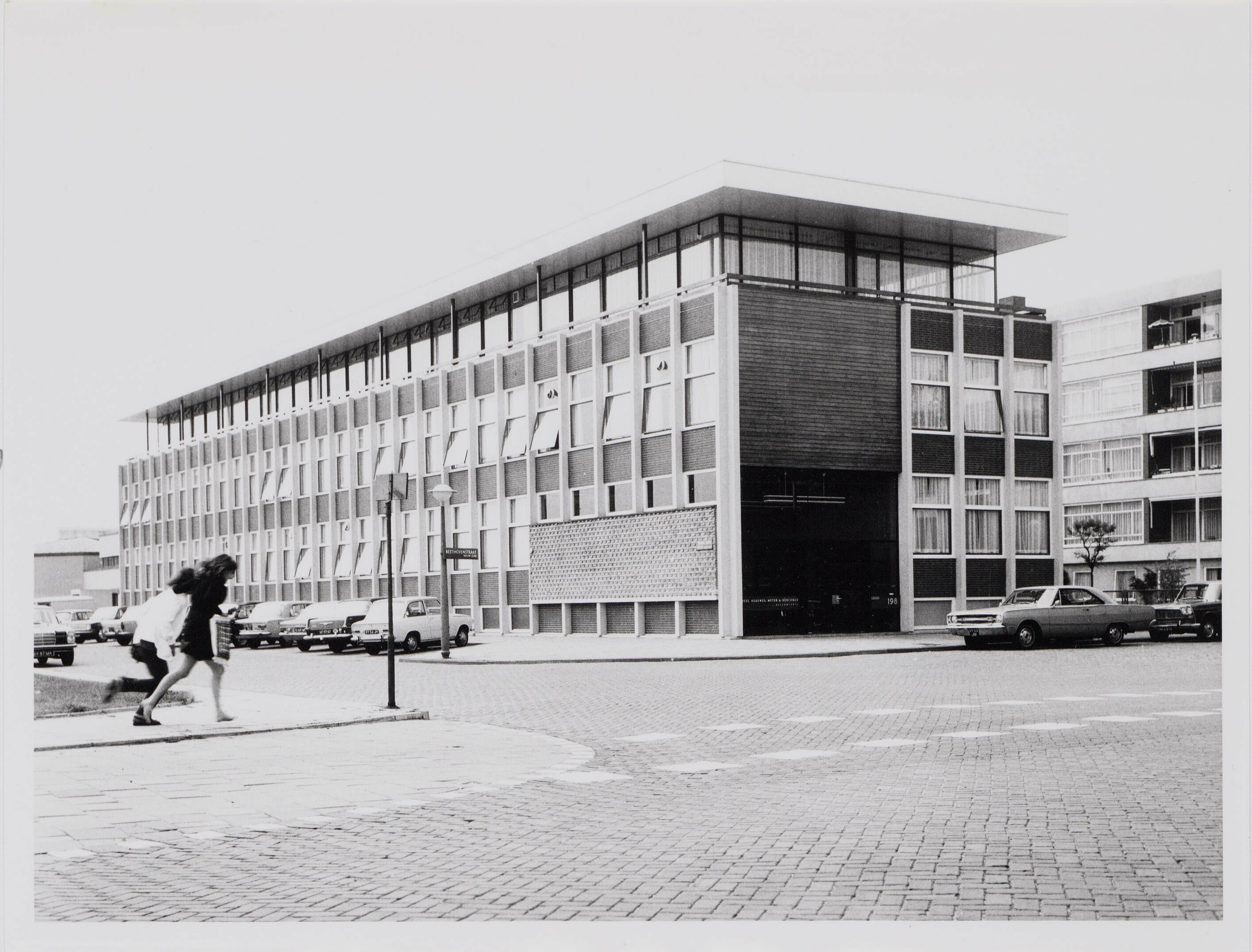
Beethovenstraat 198

In de jaren '70 kwam er een steeds grotere verdeling tussen de verschillende afdelingen waarbij de account-executives en de creatieven van elkaar werden gescheiden. In 1975 werd de studio, naar aanleiding van het vertrek van klanten Albert Heijn en De Bijenkorf te duur en verzelfstandigd onder de naam Studio Arbeek. De computer-unit van Prad ging verder onder de naam Servad, voor PR-activiteiten werd bureau Forman & Partners opgericht en de sales-promotion werd ondergebracht in het bureau Direct Promotions. Studio Kwinkelenberg werd opgekocht en later omgedoopt tot Vorm & Kleur. Kleine klanten van Prad werden ondergebracht bij het daarvoor opgerichte bureau De Compagnons. Al deze onderdelen vielen onder moederbedrijf Overad.
Door de reorganisatie ging Prad van 155 medewerkers in 1971 naar 85 medewerkers eind 1972. De taken konden beter verdeeld worden onder de verschillende dochterondernemingen waardoor klanten konden kiezen met wie zij in zee wilden gaan. Daarnaast werd Prad een steeds meer op marketing gericht bureau. Ook in de directie waren er enkele veranderingen: Joop Groote Woortmann, Roel Glasbeek, Theo Strengers en Huib Ebbinge traden aan als adjunct-directeuren. In 1976 verhuisde het kantoor van Prad van de Wibautstraat naar de Beethovenstraat 198.

#### Mediacenter
Voor de orderafdeling, de contractadministratie, de advertentie-administratie en de uitvoeringscontrole werd een speciaal bureau opgericht in samenwerking met Franzen, Hey & Veltman (FHV) onder de naam Mediacenter. Het zorgde voor enige ophef. Volgens J. Turfkruier, directeur van concurrent Centralad was het een ‘grof schandaal’: “Twee reclamebureaus besodemieteren hun collega's en overschrijden daarmee de fatsoensnorm. Eerst komt Prad hier de zaak afkijken en nu beginnen zij voor zichzelf.” Toch weerhield dit PPGH/Moussault niet om zich kort na de oprichting bij Mediacenter aan te sluiten. In 1978 voegde ook PMSvW zich bij de organisatie. Zij bleven bij de organisatie betrokken totdat zij werden overgenomen door Young&Rubicam. Eind jaren '80 voegde Ogilvy & Mather zich bij Mediacenter.

#### De blauwdruk
Datzelfde jaar werden plannen gemaakt voor grootschalige veranderingen binnen het bedrijf en kreeg de naam ‘Blauwdruk’ dat werd opgesteld door adjunct-directeuren Woortmann, Glasbeek, Strengers en Ebbinge. Binnen het bedrijf bestond een gebrek aan discipline en structuur wat leidde tot “chaotische toestanden en frustraties”. Zij waren van mening dat in de huidige structuur de adjunct-directeuren te weinig ruimte kregen voor eigen inbreng. In de ‘Blauwdruk’ kwam naar voren dat de adjunct-directeuren van mening waren dat directeuren Lieve en Van der Molen beter konden opstappen. Daarnaast waren zij van mening dat de organisatiestructuur aangepast moest worden. Het bedrijf zou moeten worden ingedeeld in accountgroepen met daarbij externe consulenten die als strateeg konden fungeren zonder dat zij directe accountverantwoordelijkheden zouden hebben. Volgens Glasbeek was het niveau van het inhoudelijke werk vergeleken met andere bureaus niet voldoende.
Directeur Hollander verweerde zich tegen de kritiek en noemde het “Adjunktenverrat'”. Volgens Hollander bleef de omzet van het bureau stijgen, kwamen er ieder jaar nieuwe klanten bij en ondanks dat er geen aansluiting was aan een internationale keten hield Prad zijn werknemers in dienst. Uiteindelijk werd er door Hollander gekozen voor een organisatiestructuur waarin werknemers een grote zeggenschap en invloed hebben en de structuur van het bedrijf sterk is gedecentraliseerd. De taak van de leiding beperkte zich tot creëren van goede werkomstandigheden en het indien nodig bijsturen van het geheel. De adjunct-directeuren werden onderdeel van de beleidsgroep die verantwoordelijk was voor het formuleren van prioriteiten en beleidslijnen.
Na het vertrek van directeur en oprichter Aronson in 1970 was Prad steeds meer een marketinggericht bureau geworden met klanten zoals Douwe Egberts, Philips en ABN die minder zaten te wachten op experimentele campagnes. Hierdoor werden zij eind jaren '70 op creatief vlak ingehaald door concurrenten als Franzen, Hey & Veltman (FHV), Kirschner, Vettewinkel, Van Hees & Partners (KVH) en bureau Prins, Meijer, Stamenkovitsch en Van Walbeek (PMSvW). Diverse creatieven werden door het bureau aangenomen, maar zij verlieten het bureau vanwege de bedrijfscultuur.
Op 1 januari 1977 ging directeur Van der Molen met pensioen. De overige bestuursleden hielden een vergadering waarin gesproken werd over het toekomstperspectief. Mertz bleef zijn positie als hoofd van account-service, media en marketing behouden. Ook Strengers en Groote Woortmann waren tevreden met hun positie binnen het bedrijf. Hollander gaf aan minder te willen werken, aangezien zijn privéleven leed onder de hoeveelheid werk dat hij deed. Uiteindelijk trad hij terug als directeur op verzoek van topman John Castle van grootaandeelhouder Lopex.

### Veranderingen in het klantenbestand
Met een werknemersbestand van 74 personen wist het in 1978 een omzet van 93 miljoen gulden te behalen. Vanaf december 1977 werd AGAM, importeur van Mercedes-Benz, een nieuwe klant van Prad. Zij hadden een competitie uitgeschreven voor de Mercedes-Benz-personenwagens waar ook bureaus ARA en Ogilvy & Mather aan meededen. Nadat ze de opdracht toegewezen kregen, bleek er wel een budgetverandering te zijn doorgevoerd: het budget van 1,2 miljoen gulden ging terug naar drie ton waardoor een voor minder geld een commercial geproduceerd moest worden.
Terwijl nieuwe klanten werden aangetrokken, verloor Prad eind jaren '70 ook enkele klanten. Seven-Up werd overgenomen door Philip Morris en verhuisde naar reclamebureau Leo Burnett. Ook het Nederlands Zuivelbureau, Febo Purina en Verbunt kozen voor een ander bureau.

## Jaren '80
De jaren '80 brachten een aantal veranderingen met zich mee. In 1980 volgde een reorganisatie binnen Prad naar aanleiding van het advies van een organisatieadviseur. Deze hield interviews met het personeel en stelde vast zat dat de directie niet optimaal samenwerkte, er een sfeer van rivaliteit en ongenoegen heerste. Daarnaast was de organisatiestructuur te weinig hiërarchisch. Directeur Paul Mertz werd benoemd tot voorzitter van de directie en algemeen directeur. Walter van der Mee werd aangewezen als verantwoordelijke voor het commercieel-strategische deel. Jan Hoijtink, Joop Groote Woortmann en Jef Broersen werden adjunct-directeur. George Wijssen werd directie-assistent op financieel-administratief gebied. Voormalig directeur Hollander bleef betrokken als accountbehandelaar en gedelegeerd commissaris. Herman Lieve verliet het bedrijf en ging met pensioen.

### Crisis
In 1979 ontstond er een oliecrisis die grote invloed had op de prijsstijgingen in Nederland. In 1982 bracht Prad het rapport ‘Bezuinigen in Nederland’ naar buiten. Prad refereerde aan deze periode als “de nieuwe soberheid”. Consumenten kozen steeds vaker voor huismerken en B-merken. Supermarkten probeerden de prijzen laag te houden en kregen meer greep op de fabrikant. Hierdoor veranderde de manier van reclame maken. Er werd meer aandacht besteed aan schappositie, sales promotion en instore-communicatie. Doordat fabrikanten hun omzetten zagen dalen, kozen zij er veelal voor om de prijzen van hun producten te verlagen en budgetten voor reclame werden ingekrompen. Volgens Mertz werden fabrikanten minder loyaal naar reclamebureaus. Dit leidde bij Prad onder meer tot het verliezen van Douwe Egberts als klant.

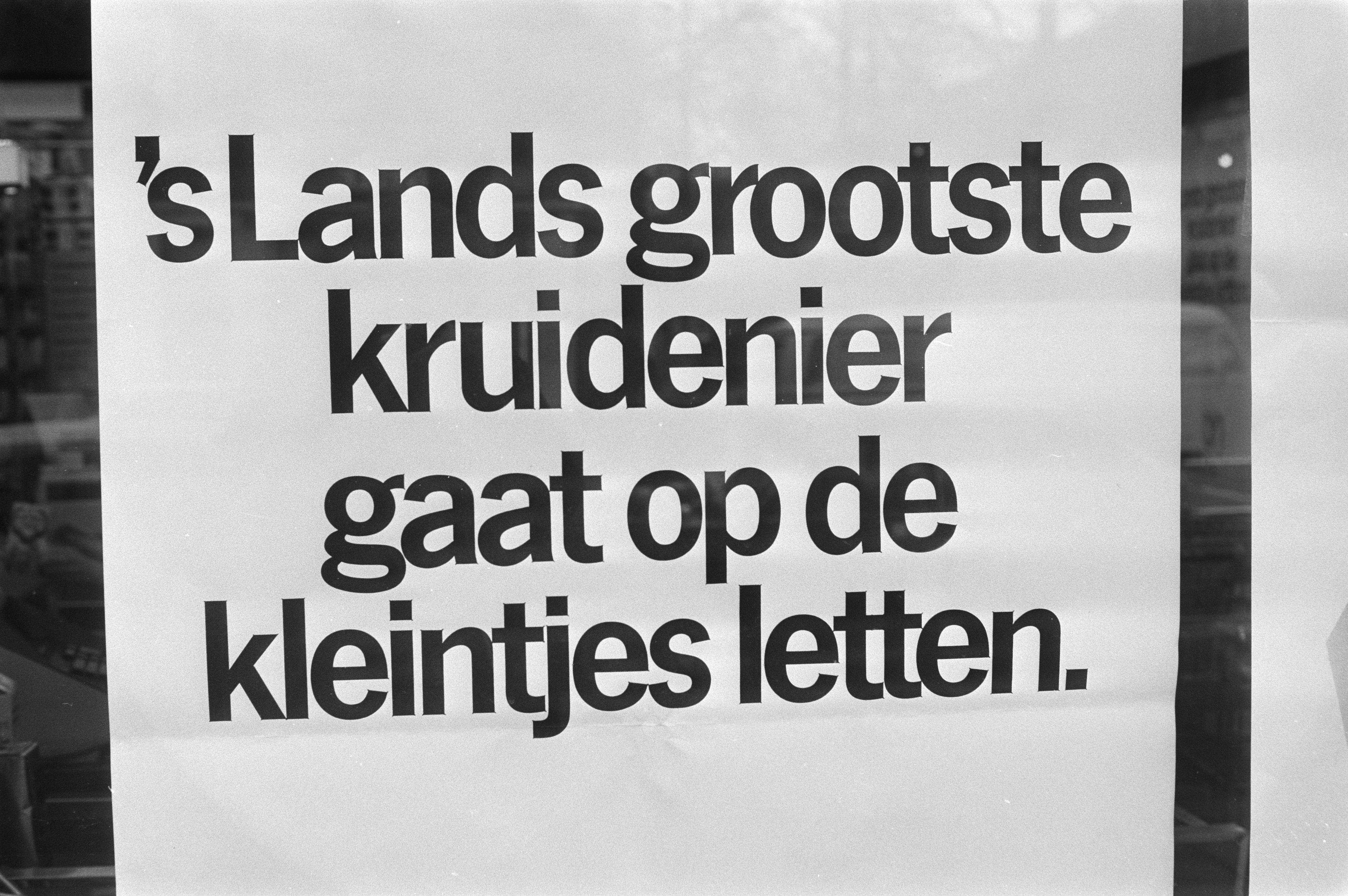
Aankondiging prijsverlagingen bij Albert Heijn (1981)

Douwe Egberts was begin jaren '80 zeven procent van hun marktaandeel verloren en door slechte koffieoogsten en burgeroorlogen was de prijs van de koffie hard gestegen. Douwe Egberts stelde hoge eisen aan de commercials en advertenties, maar de verhouding tussen Prad en Douwe Egberts was zeer goed. De campagnes die Prad produceerde voor het bedrijf waren gericht op de lange termijn. Prad ijverde voor een meer hedendaagse aanpak en uiteindelijk koos Douwe Egberts een nieuwe marketing directeur aan te stellen. Uiteindelijk leidde dit tot een competitie tussen Prad en bureau Franzen, Hey & Veltman (FHV) dat reeds verantwoordelijk was voor het Pickwick Thee account. Douwe Egberts besloot na deze competitie in zee te gaan met FHV.
Niet lang na het vertrek van Douwe Egberts besloten ook IBM, Van der Meer Meubelen en Calvé-De Betuwe met een ander reclamebureau in zee te gaan. De jaaromzet van Prad daalde van 94 miljoen gulden in 1981 naar 86 miljoen gulden in 1982.

### Nieuwe algemeen directeur
In 1982 werd  Walter van der Mee benoemd tot algemeen directeur van Prad. Twintig van de zeventig werknemers werden ontslagen. Daarnaast werd een plan voor kostenbesparing, efficiencyverhoging en het verbeteren van het moraal opgesteld. Van der Mee zag het aanwerven van nieuwe klanten als de manier om het moraal te verhogen. Niet lang daarna diende een overeenkomst Vroom & Dreesmann zich aan. Het warenhuisketen had een eigen reclamekantoor genaamd Vendad. Er werd overeengekomen dat zij de campagnes zouden maken en indien nodig de hulp zouden inschakelen van Prad. Dit leidde ertoe dat campagnes die klaar moesten zijn op vrijdag op woensdagnacht aangepast moesten worden. Hierop zette Van der Mee de samenwerking met Vendex, de overkoepelende organisatie waar V&D onder viel, stop te zetten.
De klap van het stopzetten van de samenwerking met V&D werd opgevangen door de terugkeer van meubelproducent Van der Meer en ANWB. In 1982 voegde ook Conimex zich bij het klantenbestand. Freek Herman de Groot, werkzaam voor Conimex, zag het vertrek van Douwe Egberts bij Prad als een kans voor Conimex. Prad had veel kennis in huis die Conimex wilde benutten.

### Herstel wereldeconomie
In 1983 begon de wereldeconomie zich te herstellen. De export vanuit Nederland groeide en de bevolking kreeg een positiever beeld over de toekomst. Hierdoor kregen A-merken de populariteit die ze in de voorgaande jaren kwijt waren geraakt, deels weer terug. De reclamebureaus profiteerden met mate van de herstelling van de economie. Adverteerders kregen andere behoeften waar reclamebureaus niet altijd op aansloten. Dit had als gevolg dat veel reclamebureaus werden gesplitst en omgezet werden in groepen. Dochterondernemingen konden op die manier opdrachten aannemen van klanten waar het moederbureau niet mee verbonden was. Prad was nog altijd voor 51,25 procent in handen van Lopex dat Prad graag wilde behouden. Hierdoor miste Prad een aansluiting op internationaal niveau. Prad presenteerde dit als een voordeel: zij waren geen onderdeel van een “internationale bureauketen in de klassieke zin van het woord”.
In 1983 verliet adjunct-directeur Theo Strengers het bedrijf en in 1984 besloot directeur Paul Mertz op te stappen en voor zichzelf te beginnen. Mertz startte een adviesbureau onder de naam Prad/Paul Mertz waar Prad in eerste aanleg 51% van de aandelen van bezat.

### Van Jaarsveld/Fontein
In 1983 kwam het idee om Prad uit te breiden met een vestiging in Eindhoven. Uiteindelijk kreeg Overad, het moederbedrijf van Prad, een minderheidsbelang in het bureau Van Jaarsveld/Fontein dat in handen was van Frans Fontein en Paul van Jaarsveld. Van Jaarsveld had al opdrachten voor Philips uitgevoerd, maar het elektronicabedrijf wilde af van de versnippering en koos ervoor om alleen nog samen te werken met de grote spelers Prad en Intermarco. Doordat Overad een minderheidsbelang bezat, viel Van Jaarsveld/Fontein nu onder Overad en werd het als het ware een bijkantoor. Nadat Fontein vertrok bij het bureau, kwam het bureau voor honderd procent in handen van Overad.

### Nieuwe uitbreidingen
In dezelfde periode kreeg Overad ook een aandeel in direct marketing-bureau NPP en in het bedrijf Van Mierlo. Beide fusies liepen uit op een mislukking. In 1986 werd het bureau Habbema, Yap en Partners, het latere Kern, Habbema & Yap, opgericht. Klanten als ABN hadden behoefte aan een direct marketing-bureau. Na het stoppen van de samenwerking met NPP moest bureau Habbema, Yap en Partners dit gat opvullen. Daarnaast hielden zij zich bezig met sales promotion.
In 1987 werd het van oorsprong Haagse bureau HVR, dat in 1954 was voortgekomen uit een fusie tussen Libra studio en reclamebureau Hünd, overgekocht. Begin jaren '70 was al eerder sprake geweest van een overname door Prad, maar dit werd destijds afgeketst, omdat het bureau zich niet wilde laten opslokken door een ander bureau. Binnen moederbedrijf Overad zou HVR een eigen identiteit behouden. HVR en Prad werden daarmee zusterorganisaties. Het kantoor van HVR was in 1979 naar Amstelveen verhuisd, maar keerde na de overname terug naar Den Haag.
Door de overname was het mogelijk om verschillende klanten uit de portefeuille van HVR over te nemen, waardoor Prad met klanten zoals de Ministeries van Sociale Zaken en Financiën en de Staatsloterij een aansluiting in de overheidssfeer kon bewerkstelligen. Eind jaren '80 werd dit uitgebreid met een 'draaggolfcampagne' voor VROM.
Binnen Overad was er behoefte aan een mediabureau. Met de oprichting van Media Matters in 1988 werd er in deze behoefte voorzien.

## Overname door Publicis.FCB Europe (1991)
Het begin van de jaren '90 stonden in het teken van de overname. Lopex, grootaandeelhouder van moederbedrijf Overad, had in augustus 1990 aangegeven niet in staat te zijn een Europese keten te runnen. Drie maanden later werd definitief besloten Overad van de hand te doen, mits Lopex partij kon zijn in de uiteindelijke deal. Er werd onder andere een gesprek gevoerd met Ogilvy&Mather, een dochteronderneming van WPP. Ogilvy&Mather was een logische keuze, aangezien zijn op dat moment in 35 landen de campagnes van Philips ontwikkelden. In Nederland was Prad verantwoordelijk voor de campagnes van het elektronicabedrijf. Doordat moederbedrijf WPP zojuist PPGH/Moussault had aangekocht, was er geen budget.
Begin 1991 kwam het Franse Publicis in beeld. De Nederlandse vestiging van Publicis had, op Renault na, geen conflicting accounts met Prad. Het bureau verkeerde in slecht weer en het samengaan met Prad zou kunnen leiden tot  nieuwe mogelijkheden.
Op 30 april 1991 werd Overad, en daarmee Prad, voor 25,9 miljoen gulden overgenomen door Publicis FCB Europe. De aandelen die Prad had in Prad/Paul Mertz werden door Mertz teruggekocht. Na de overname werden bedrijven als L'Oréal, Nestlé, Rabobank en Renault aan het klantenbestand toegevoegd. Door de toevoeging van Renault, stapte klant Mercedes-Benz over naar een ander bureau. Het aandeel van internationale klanten steeg van 0,5 procent naar dertig procent.

## Reclamecampagnes (selectie)
- Premie van de Maand Club en Allerhande voor Albert Heijn[10]
- "Ik ben bij de ABN" voor de Algemene Bank Nederland
- M-Brigade (1958), Joris Driepinter, ‘Melk is vurrukkulluk’[24] en ‘Melk moet, melk doet je goed’, ‘Klaar in een wip vla-flip’, ‘Ik drink melk, u ook?’ voor het Nederlands Zuivelbureau[10]
- Diverse campagnes voor Philips radio[2]
- Reclameslogan ‘Kaas uit het vuistje’
- Reclameslogan "Caballero, anders dan andere" voor Caballero
- Reclameslogan “28...29...30... En schoon is mijn kunstgebit! In 30 seconden met Danclan!” voor Danclan
- Hoorspel ‘De Bierelantijn’ (1957) voor het Centraal Brouwerij Kantoor te horen op Radio Luxemburg
- Reclamespot en slogan ‘Last van puistjes Jacqueline? Haal dan meteen Debraline’ (1960) voor Debraline

## Prijzen (selectie)
Tussen 1955 en 1963 wonnen Prad en Interad zeventig prijzen, waaronder:
- Jaarprijs voor reclame (1958) voor een campagne voor Philips[25]
- Jaarprijs voor reclame (1958) voor een campagne voor kindermode van De Bijenkorf[25]
- Jaarprijs voor reclame (1958) voor een campagne voor Sträter[25]
- Jaarprijs voor reclame (1958) voor een campagne voor Nederlands Zuivelbureau[25]
- Jaarprijs voor reclame (1958) voor een campagne voor de Stichting Amateurfotografie[25]
- Oorkonde van N.V. De Arbeiderspers (1959) voor ‘Een man neemt bier’ voor het Centraal Brouwerijkantoor[26]
- Derde prijs Advertentiejaarprijs (1965) voor kaascampagne ‘Kaasanova’[2][27]

## Bekende oud-werknemers
- Jan Arends
- Herman Pieter de Boer
- Pierre Bogaers
- Willem Duys
- Dimitri Frenkel Frank
- Gregor Frenkel Frank
- Anton de Goede
- Pieter Goemans
- Cees Nooteboom
- Jaap Toorenaar
- Gerard Unger
- Martin Veldman
- Guus van Waveren
- Jolijn van de Wouw

## Wetenswaardigheden
- In 1971 scheef Prad een wedstrijd uit om een naam te bedenken voor een nieuwe munteenheid voor de EEG. Dit werd ‘Euro’. De naam werd bedacht door Franciscanen pater Kevin J. Kidd uit Jeruzalem. De prijs was 1000 euro. Kidd ontving 897 gulden, zodat hij niet hoefde te wachten op de invoering van de nieuwe munteenheid.[28]
- Xaviera Hollander was Nederlands kampioene sneltypen en werkte begin jaren '60 bij Prad als secretaresse.[2]